# Окуневка (приток Вагая)
Окуневка — река в Омутинском районе Тюменской области России. Устье реки находится в 529 км от устья по левому берегу реки Вагай.

## География
Река Окуневка берёт начало севернее села Окуневское. Течёт на юг через населённые пункты Окуневское и Новодеревенская. Ниже деревни Новодеревенская пересекает автодорогу Р402 и впадает в Вагай. Устье реки находится в 529 км от устья реки Вагай. Длина реки составляет 16 км.
Система водного объекта: Вагай → Иртыш → Обь → Карское море.

## Данные водного реестра
По данным государственного водного реестра России относится к Иртышскому бассейновому округу, водохозяйственный участок реки — Иртыш от впадения реки Ишим до впадения реки Тобол, речной подбассейн реки — бассейны притоков Иртыша от Ишима до Тобола. Речной бассейн реки — Иртыш.
Код объекта в государственном водном реестре — 14010400112115300012496.